# 克里斯普鎮區 (阿肯色州懷特縣)
克里斯普鎮區（英語：Chrisp Township）是位於美國阿肯色州懷特縣的一個行政鎮區。

## 地方資料
克里斯普鎮區的面積為26.44平方千米，當中陸地面積為26.41平方千米，而水域面積為0.03平方千米。根據2010年美國人口普查的數據，當地共有人口1107人，而人口密度為每平方千米41.87人。